# Pachybrachis thoracicus
Pachybrachis thoracicus är en skalbaggsart som beskrevs av Martin Jacoby 1889. Pachybrachis thoracicus ingår i släktet Pachybrachis och familjen bladbaggar. Inga underarter finns listade i Catalogue of Life.